# Departamento Laishí
Laishí es un departamento de la provincia de Formosa, Argentina.
Tiene una superficie de 3.480 km² y limita al norte con departamento Formosa, al este con la República del Paraguay, al sur con la provincia de Chaco, y al oeste con el departamento Pirané.

## Toponimia
En 1901 los misioneros franciscanos del Convento de San Carlos Borromeo fundaron en la zona del Chaco Central dos misiones, una de ellas llamada San Francisco de Asís de Laishí. La misión fue nombrada en honor al fundador de la orden y al cacique toba Laishí.

## Localidades
La mayor parte de la población se concentra en la ciudad cabecera del departamento y en menor medida en los otros núcleos urbanos. El resto es población de carácter rural, dispersa o asentada en pequeñas localidades, algunas de ellas de reciente formación.
| Cabecera (Población 2010)           | Ciudades (Población 2010)                                       | Otras localidades (Población 2010)                                          |
| ----------------------------------- | --------------------------------------------------------------- | --------------------------------------------------------------------------- |
| San Francisco de Laishí (4628 hab.) | - General Lucio V. Mansilla (2802 hab.) - Herradura (2660 hab.) | - Banco Payaguá (374 hab.) - Tatané (1056 hab.) - Villa Escolar (1290 hab.) |

## Demografía
El censo nacional de 1947 registró por primera vez la población del departamento Laishí, —entonces dentro de la jurisdicción del territorio nacional de Formosa—, que ascendía a 6276 habitantes. El siguiente censo nacional se realizó en 1960 y relevó una población de 10 292 habitantes, sin que se registrara población urbana. Diez años después, el censo de 1970 relevó una población de 10 916 habitantes, en su totalidad de carácter rural. En 1980 la localidad de San Francisco de Laishí —también conocida como «Misión Laishi»—, ya estaba consolidada como núcleo urbano.
Cuenta con 19 303 habitantes (Indec, 2022), lo que representa un incremento promedio anual del 1.1% frente a los 17 063 habitantes (Indec, 2010) del censo anterior. La mediana de edad se estableció en 29 años.
| Gráfica de evolución demográfica de Departamento Laishí entre 1991 y 2022 |
|                                                                           |
| Fuente: Censos nacionales del INDEC                                       |

### Pueblos originarios
El Instituto de Comunidades Aborígenes informó en 2001 los resultados de un relevamiento según el cual habitaban el departamento Laishí 1320 personas pertenecientes al pueblo toba, sin que se registrara la presencia de otros grupos étnicos.

## Economía
Con el objetivo de planificar y promover la producción, se establecieron 8 áreas productivas en la provincia de Formosa. El departamento Laishí pertenece al área productiva Litoral, caracterizada por un clima subtropical húmedo y sub-húmedo.
La economía se basa en la producción agraria, especialmente la producción de arroz. En 2018 la totalidad de la producción arrocera formoseña se concentraba en este departamento.

## Ecología
En cercanías de Misión Laishi se encuentra la Reserva Ecológica El Bagual, un área natural protegida privada de 3330 ha creada en 1986.

### Cursos Fluviales
- Río Paraguay
- Río Bermejo
- Riacho Cortapik
- Riacho Salado
- Riacho Saladillo

## Transporte

### Rutas
- Ruta nacional N.º 11.
- Ruta provincial N.º 1.
- Ruta provincial N.º 5.
- Ruta provincial N.º 9.

### Pasos Nacionales e Internacionales
- Colonia Cano - Pilar.
- General Lucio V. Mansilla - Puerto Eva Perón.